# نولان هيمنغز
نولان هيمنغز (بالإنجليزية: Nolan Hemmings)‏ هو ممثل بريطاني، ولد في 1970 في المملكة المتحدة.

## وصلات خارجية
- نولان هيمنغز على موقع IMDb (الإنجليزية)
- نولان هيمنغز على موقع ألو سيني (الفرنسية)
- نولان هيمنغز على موقع أول موفي (الإنجليزية)
- نولان هيمنغز على موقع قاعدة بيانات الأفلام السويدية (السويدية)
- نولان هيمنغز على موقع قاعدة بيانات الفيلم (الإنجليزية)
- نولان هيمنغز على موقع كينوبويسك (الروسية)